# Giuseppe Menozzi
Giuseppe Menozzi (Mirandola, 14 ottobre 1956) è un pittore italiano.

## Biografia
Dimora e lavora nella casa di famiglia a Camposanto, dove abita con la sorella Anna.
Sin da ragazzo, quando frequentava ancora le scuole elementari, iniziò a manifestare una capacità espressiva, tramite il disegno, particolarmente accentuata riuscendo a riprodurre specialmente la vita contadina che viveva tutti i giorni.
Col passare del tempo, continuando a coltivare questa passione per il disegno e la pittura, la sorella maggiore Anna capì che questa sua dote era una disciplina che andava incoraggiata e lo spronò a continuare. Proseguendo negli studi non lasciò che questa sua capacità venisse trascurata ma, anzi, continuò ed i progressi iniziarono a vedersi tanto che nel 1976 tenne la sua prima personale presso la Biblioteca Comunale di Camposanto dimostrando di possedere una maestria che lo avrebbe fatto distinguere come pittore quale è.
Nel 1980 si propose sempre a Camposanto in una seconda personale dove colse rinnovati apprezzamenti; conobbe il critico d’arte Guido Franchetti che lo incoraggiò insieme a Michele Pavel(nipote della zarina di Russia) che ne divenne amico.
Nel 1982 la mostra che tenne presso la Sala Medicea di S.Maria degli Angeli ad Assisi gli causò una evoluzione interiore che lo portò ad avere una trasformazione nella sua espressione artistica dandogli la capacità di esprimere la sua carica spirituale tramite una pittura più incisiva e personale.
Da allora inizia ad esporre più frequentemente ed in varie parti d’Italia. Le sue opere vengono apprezzate dai collezionisti che iniziano a cercarle per averle nelle loro raccolte.
Nel 1989 espone un’antologica presso La Rocca Estense a S.Felice sul Panaro. L’anno seguente inizia il ciclo pittorico de i “Cavalieri dell’Apocalisse” che approfondirà per alcuni anni.
Nel 1992 nuova antologica presso il Castello di Spezzano a Fiorano Modenese. Nello stesso anno è a Praga presso l’Auditorium. Quest’anno inizia il ciclo pittorico che verrà poi definito “Eventi”.
Nel 1995 antologica presso la sala del Paradisino di Modena. Quest’anno conosce Federico Zeri con cui rimarrà in contatto fino alla sua morte. Col passare del tempo continua ad esporre in varie gallerie e sedi Istituzionali.
Nel 2002 viene insignito del premio “Lizza d’oro Arte” presso il Castello ad Avenza di Carrara” con presentazione di Giammarco Puntelli. In questo periodo ha già iniziato il “ciclo della luce” che approfondirà negli anni a venire.
Nel 2009 viene insignito della medaglia d’oro al Premio Nazionale Culturale “Torre di Castruccio” durante il Premio Bancarella.
Nel 2010 viene insignito del Premio “Foyer des Artistes (XXXVI Edizione) Aula Magna Università “La Sapienza” a Roma (Medaglia d’oro e diploma”).
Nel 2011 espone a: Palazzo Bastogi a Firenze; al Centro Studi Ludovico Antonio Muratori a Modena; al Museo Ugo Guidi a Forte dei Marmi.
Nel 2012 espone all’ex Museo Civico di Spoleto. L’anno successivo è nuovamente ospitato nell’ambito di International Art Fair presso il Battistero di Spoleto. Segue poi la mostra presso il Complesso Museale Bocca della Verità a Roma.
Nel 2014 gli viene conferito il Premio internazionale “Comunicare l’Europa” alla Camera dei Deputati. Espone poi con una personale presso il Palazzo delle Regioni al Parlamento Europeo a Bruxelles. Mostra personale preso Palazzo Bernabei ad Assisi.
Nel 2015 espone presso la Galleria Civica di Montichiari; a Villa Badoer nell’ambito della Biennale d’Arte Contemporanea in Veneto. Sempre nel 2015, dopo aver conosciuto Alberto Diolaiuti, viene da quest'ultimo aggiunto tra i pittori della sua galleria Il Fiore di Montecatini Terme, divenendo l'unica galleria di riferimento per il pittore.
È presente alla rassegna “L’Arte e il tempo” presso il Palazzo dei Giureconsulti “Città expo” a Milano. Sempre quest’anno gli viene dedicata la copertina nº 51 del Catalogo dell’Arte Moderna –gli artisti italiani dal ‘900 ad oggi – Editoriale Giorgio Mondadori per l’anno 2016.

## Mostre
- Rassegna”Il labirinto dell’Ipnotista”a Gravedona e Uniti(Co)(G.Puntelli).
- Rassegna dell’Enciclopedia dell’Arte Italiana”a Milano.
- Antologica “Giuseppe Menozzi-Nel Segno del Sacro”a cura di G.Puntelli presso il Convento Santa Maria delle Grazie a Gravedona e Uniti (Co).
- Mostra “La terra incontra il cielo-Dialoghi silenti fra Sergio Scatizzi e Giuseppe Menozzi”(Palazzo Ducale di Massa (Carrara) a cura di G.Puntelli.
- Personale presso Palazzo Ferrajoli a Roma(G.Puntelli).
- Personale “Giuseppe Menozzi” presso i Magazzini del Sale ( inaugurazione presso la Sala delle Lupe nel Palazzo Pubblico di Siena in Piazza del Campo a cura di Giammarco Puntelli.
- Personale Giuseppe Menozzi “Deus sive veritas” Palazzo Ducale Sabbioneta(Mn) a cura di G.Puntelli(2017).
- Personale Giuseppe Menozzi “Storie recenti” MAM di Gazoldo degli Ippoliti (Mn) a cura di G.Puntelli(2017).
- Personale Giuseppe Menozzi “Il globo d’oro” Villa Mirra Cavriana (Mn) a cura di G. puntelli(2017).

| Controllo di autorità | VIAF (EN) 7059149662193007020001 · GND (DE) 1133024432 |